# Eurydice (S644)
Eurydice (S644) fue un submarino francés, uno de los once de la clase Daphné fabricados para la Armada francesa. Iniciado en julio de 1958 en Cherburgo, fue bautizado el 19 de junio de 1960 y flotó el 19 de junio de 1962. Entré en servicio activo el 26 de septiembre de 1964, fue asignado al 1er escuadrón de submarinos. Se hundió por causas no aclaradas todavía el 4 de marzo de 1970.

## Historial operativo
Eurydice, número de casco S644, número de proyecto Q245, forma parte de la serie de submarinos francesa clase Daphné, una clase de once submarinos construidos durante las décadas de 1950 y 1960 para la Armada francesa. Botado en julio de 1958 en Cherburgo, recibió el nombre el 19 de junio de 1960 y salió a flote 19 de junio de 1962. Entró en servicio activo el 26 de septiembre de 1964, fue asignado al 1er escuadrón de submarinos.
El 8 de febrero de 1968, el general Charles de Gaulle se embarcó a bordo del Eurydice para realizar una inmersión en el mar en homenaje a los marineros desaparecidos en el Minerve, submarino de la misma clase accidentado unos días antes.

### Hundimiento
El 4 de marzo de 1970, mientras buceaba en aguas tranquilas frente al cabo Camarat en el mar Mediterráneo, a 56 km al este de Tolón, un laboratorio geofísico detectó las ondas de choque de una explosión submarina. Los equipos de búsqueda franceses e italianos encontraron una mancha de petróleo y algunos restos, incluido un fragmento que llevaba el nombre de Eurydice.
Nunca se determinó la causa de la explosión. Los 57 tripulantes se perdieron.
El USNS Mizar participó en la búsqueda del desaparecido Eurydice y el 22 de abril de 1970 descubrieron varios restos grandes a profundidades de 600 a 1100 metros (2000 a 3600 pies) frente al cabo Camarat, cerca de Saint-Tropez.
La causa exacta del hundimiento no está claramente establecida. Se hicieron dos suposiciones:
- El más probable es una colisión a muy poca profundidad con un carguero tunecino, el Tabarka, en cuyo casco se observaron huellas de arañazos;
- Al igual que con el Minerve (S647), cuyo hundimiento puede deberse a un fallo del timón de inmersión, se considera que la misma causa podría explicar el hundimiento del Eurydice.